# کوروپا
کوروپا (به پرتغالی: Corupá) یک منطقهٔ مسکونی در برزیل است که در سانتا کاتارینا واقع شده‌است. کوروپا ۱۶٬۱۰۷ نفر جمعیت دارد و ۷۵ متر بالاتر از سطح دریا واقع شده‌است.